# ハーバート・フラム
ハーバート・フラム（Herbert Flam, 1928年11月7日 - 1980年11月25日）は、アメリカ・ニューヨークブルックリン出身の男子テニス選手。1950年の全米選手権と1957年の全仏選手権で、4大大会の男子シングルスに2度準優勝した人である。彼はテニス文献にも「ハーブ・フラム」（Herb Flam）や「ハービー・フラム」（Herbie Flam）など、様々な呼び名で記載されている。フラムのテニスは、機敏な動きと攻撃的なプレーで、対戦相手のミスを誘うスタイルを得意にした。現役時代の彼は、しばしば“Retriever”（レトリーバー：猟犬の一種、射止めた獲物を取ってくる）と呼ばれた。
ハーバート・フラムは15歳の時、1943年に「全米ローンテニス協会」主催のジュニア男子シングルスで優勝した後、ビバリーヒルズ高校とカリフォルニア大学ロサンゼルス校の代表選手として活躍した。学生テニス選手となった1948年、フラムは初出場の全米選手権男子シングルスで、いきなりエリック・スタージェス（南アフリカ）との準決勝に進出する。2年後の1950年、全米学生テニス選手権のシングルス・ダブルスで優勝した後、フラムは全米選手権男子シングルスで決勝進出を果たした。ユダヤ人の選手が全米選手権の決勝に進出したのは、大会史上初の出来事であった。当時22歳のフラムは、準々決勝でビル・タルバート、準決勝でガードナー・ムロイを破り、当時のアメリカを代表する強豪選手たちを次々に破って勝ち進んだが、決勝戦ではアーサー・ラーセンに 3-6, 6-4, 7-5, 4-6, 3-6 で敗れ、この大会の準優勝者になった。
翌1951年のウィンブルドン選手権でも、フラムは初出場でベスト4に進出した。準々決勝で第1シードのフランク・セッジマンを破る勝利を挙げたが、続く準決勝でアメリカの同僚選手ディック・サビットに敗れて決勝進出を逃す。ウィンブルドン選手権の後、フラムは初めて男子テニス国別対抗戦・デビスカップのアメリカ代表選手に選ばれた。彼のデ杯初出場は、対日本戦のシングルス第2試合で、フラムは日本代表の隈丸次郎を 7-5, 6-0, 7-5 で圧倒した。 終戦後デ杯に復帰したばかりの日本チームは、米国代表選手のフラム、サビット、ビル・タルバート、トニー・トラバートに全く歯が立たなかった。1952年はウィンブルドン選手権で2年連続の準決勝に進出したが、今度は第2シードのヤロスラフ・ドロブニー（当時エジプト国籍）に 2-6, 4-6, 6-0, 10-8, 4-6 で敗れた。
この後、フラムは1953年と1954年の2年間アメリカ海軍に勤務し、その間テニス経歴が中断した。1955年にテニス界に戻り、全仏選手権で初めてのベスト8に入る。1956年は、唯一の出場となった全豪選手権でベスト4入りがあった。1957年の全仏選手権で、ハーバート・フラムは1950年全米選手権以来7年ぶり2度目の4大大会決勝に進出する。相手はスウェーデンのスベン・デビッドソンであったが、フラムはデビッドソンに 3-6, 4-6, 4-6 のストレートで完敗し、4大大会の男子シングルスで2度の準優勝に終わった。（デビッドソンはこの全仏優勝により、スウェーデン人のテニス選手として最初の4大大会シングルス優勝者になった。）全仏準優勝の後、フラムはウィンブルドン選手権で5年ぶり3度目のベスト8、全米選手権で7年ぶり3度目のベスト4に入ったが、両方ともアシュレー・クーパー（オーストラリア）に連敗し、さらなる上位進出のチャンスを逃した。1958年全米選手権の準々決勝でウルフ・シュミット（スウェーデン）に敗れた試合を最後に、フラムはテニス界から引退する。彼は優れたデビスカップ代表選手として、通算「12勝2敗」（シングルス10勝2敗、ダブルス2勝0敗）の成績を残した。
選手引退後のハーバート・フラムはテニス界から離れて静かな生活を送り、1980年11月25日にカリフォルニア州ロサンゼルスにて52歳で死去した。1987年にフラムの「全米大学テニス協会殿堂」（ITA Men's Collegiate Tennis Hall of Fame : ITA = Intercollegiate Tennis Association の略語）入りが決まった時、すでに彼の消息は分からず、1992年に「国際ユダヤ人スポーツ殿堂」入りした時は「没年月日不明」と記載された。最近になって「カリフォルニア州の死亡記録」がオンラインでも検索可能になり、フラムの死去の日付が「1980年11月25日」と判明した。